# Icones Selectae Plantarum
Icones Selectae Plantarum (abreviado Icon. Sel. Pl.) es un libro con ilustraciones y descripciones botánicas que fue escrito por el banquero y naturalista francés Jules Paul Benjamin Delessert. Fue publicado en París en 5 volúmenes, (vol. 1, Feb 1821; vol. 2, Feb 1824; vol. 3, Feb 1838; vol. 4, Feb 1840 y vol. 5, Jun 1846).